# It's kind of you to ask
It's kind of you to ask is het tweede muziekalbum van de Britse band Also Eden. Nadat hun eerste album goed was ontvangen binnen de scene van de progressieve rock duurde het twee jaar voordat ze met een opvolger kwamen. Het tweede album is meer gitaargericht, maar de toetsenpartijen kenmerkend voor het genre zijn nog volop aanwezig. De muziek klinkt meer richting Marillion in hun begindagen. Het is het laatste album waar Coleman aan meewerkte; hij hield er vanwege privéredenen mee op.

## Musici
- Huw Lloyd-Jones – zang
- Si(mon) Rogers – gitaar
- Steve Dunn – basgitaar
- Ian Hodson – toetsen
- Tim Coleman – slagwerk

## Composities
1. Star (11:05)
2. Artificial Light (5:50)
3. Skimming Stones (7:00)
4. Outside In (10:11)
5. Together Alone (3:48)
6. A Widow's Eyes (12:41)
7. Photographs (8:53)